# Andaman (huyện)
'Andaman là một huyện cũ thuộc lãnh thổ quần đảo Andaman và Nicobar, Ấn Độ. Huyện này gồm toàn bộ quần đảo Andaman. Thủ phủ huyện Andaman đóng ở Port Blair. Huyện Andaman Islands có diện tích 6408 ki lô mét vuông. Đến thời điểm năm 2001, huyện Andaman Islands có dân số 314239 người.
Về mặt hành chính, huyện Andaman được chia thành 2 phó huyện (sub-divisions) là North & Middle Andaman (thủ phủ: Mayabunder), và South & Little Andaman (thủ phủ: Port Blair). Từ 18 tháng 8 năm 2006, huyện chia thành 2 huyện mới là North and Middle Andaman và South Andaman.